# Sidhpura
Sidhpura là một thị xã và là một nagar panchayat của quận Etah thuộc bang Uttar Pradesh, Ấn Độ.

## Địa lý
Sidhpura có vị trí 27°38′B 78°53′Đ / 27,63°B 78,88°Đ Nó có độ cao trung bình là 168 mét (551 feet).

## Nhân khẩu
Theo điều tra dân số năm 2001 của Ấn Độ, Sidhpura có dân số 12.996 người. Phái nam chiếm 53% tổng số dân và phái nữ chiếm 47%. Sidhpura có tỷ lệ 53% biết đọc biết viết, thấp hơn tỷ lệ trung bình toàn quốc là 59,5%: tỷ lệ cho phái nam là 60%, và tỷ lệ cho phái nữ là 44%. Tại Sidhpura, 19% dân số nhỏ hơn 6 tuổi.